# Sistem liniar invariant în timp

## Sistem invariant in timp
Pentru un sistem invariant in timp, ce produce o ieșire {\displaystyle y(t)} pe baza unei intrări {\displaystyle x(t)}, dacă decalăm intrarea temporal {\displaystyle x(t+\sigma )} și ieșirea va fi tot decalată {\displaystyle y(t+\sigma )}.
O definiție echivalentă este aceea că blocul sistemului este comutativ față de un bloc de intârziere arbitrară.

## Exemple simple
Sistemul {\displaystyle y(t)=tx(t)} nu este invariant deoarece depinde în mod explicit de timp. 
Sistemul {\displaystyle b(t)=10c(t)} este invariant deoarece nu depinde în mod explicit de timp.

## Sistem liniar
Un sistem liniar este un sistem care posedă următoarea proprietate: